# Coalición Democrática Unitaria

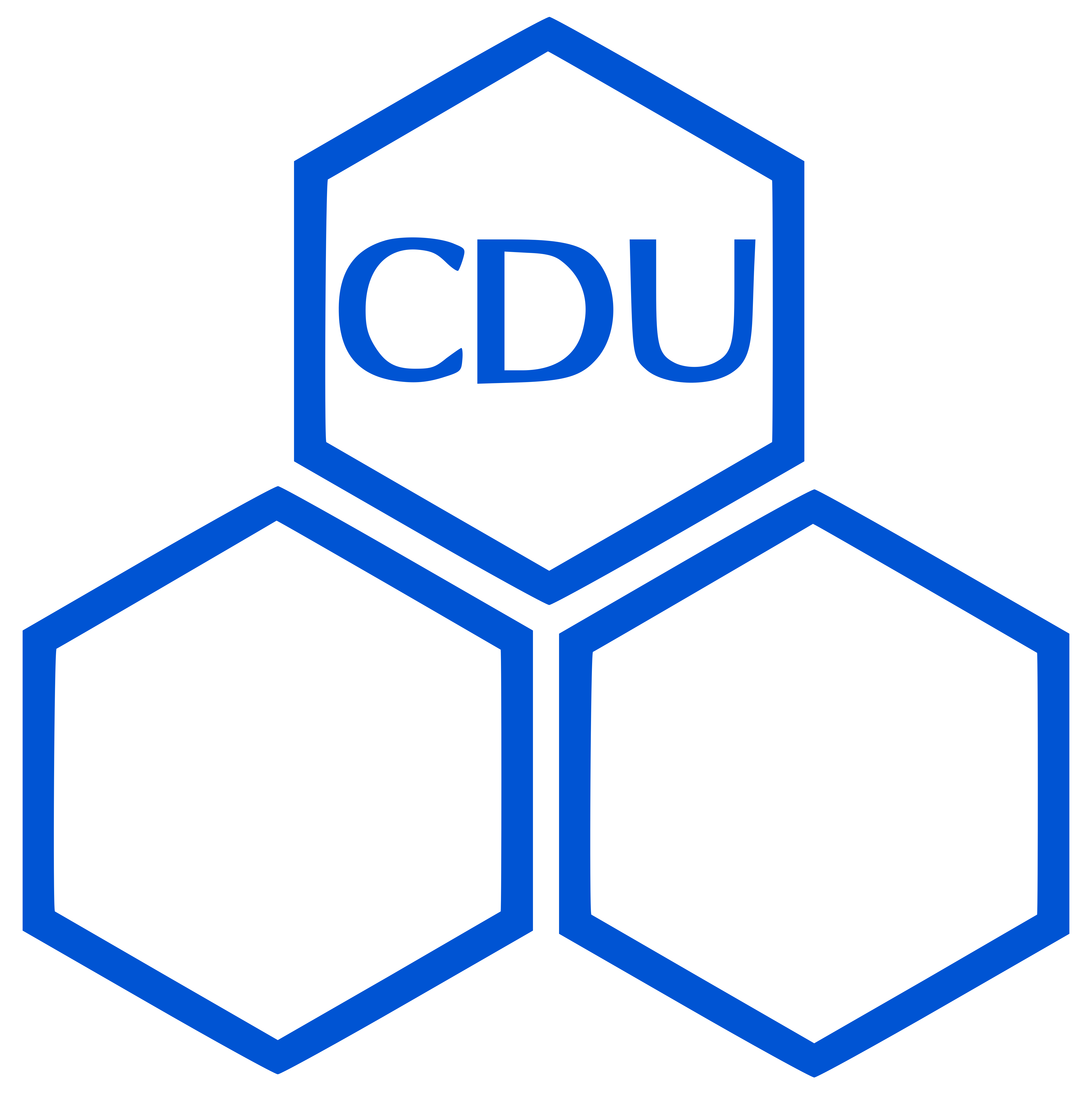
Símbolo de CDU en 1987.

La Coalición Democrática Unitaria (CDU, Coligação Democrática Unitária en portugués) es una coalición de fuerzas políticas de izquierda de Portugal, formada por el Partido Comunista Portugués (PCP) y por el Partido Ecologista «Los Verdes» (PEV), incluyendo normalmente en sus listas electorales a miembros de la asociación Intervención Democrática (ID).
Su símbolo consiste en dos cuadrados: en el cuadrado izquierdo está la hoz y el martillo en color rojo; una estrella de cinco puntas blanca delimitada en rojo (símbolo del PCP); en fondo blanco. Por otra parte, en el cuadrado derecho hay un girasol con pétalos amarillos y centro marrón (símbolo del PEV) en fondo blanco.
La CDU se formó en 1987, con el nombre de "Coligação Democrática Unitária" y las siglas CDU, heredera de la Alianza Pueblo Unido (APU), anterior plataforma electoral de los comunistas portugueses, que fue disuelta debido a divergencias surgidas entre los partidos que la formaban.

## Política municipal
El CDU posee cierta influencia en la política de Portugal a nivel de municipio. De hecho, en los distritos de Beja y Setúbal tiene casi todas las alcaldías. También posee mucha representación e incluso algunas alcaldías en los distritos de Évora, Portalegre, Lisboa, Santarém y Leiría.

## Resultados electorales
| Fecha | Votos   | %           | Diputados | +/- | Candidato         | Nota                           |
| ----- | ------- | ----------- | --------- | --- | ----------------- | ------------------------------ |
| 1987  | 689 137 | 12,14 (3.º) | 31/250    | 7a  | Álvaro Cunhal     | 29 escaños del PCP y 2 del PEV |
| 1991  | 504 137 | 8,80 (3.º)  | 17/230    | 14  | Álvaro Cunhal     | 15 escaños del PCP y 2 del PEV |
| 1995  | 506 157 | 8,57 (4.º)  | 15/230    | 2   | Carlos Carvalhas  | 13 escaños del PCP y 2 del PEV |
| 1999  | 487 058 | 8,99 (3.º)  | 17/230    | 2   | Carlos Carvalhas  | 15 escaños del PCP y 2 del PEV |
| 2002  | 379 870 | 6,94 (4.º)  | 12/230    | 5   | Carlos Carvalhas  | 10 escaños del PCP y 2 del PEV |
| 2005  | 433 369 | 7,54 (3.º)  | 14/230    | 2   | Jerónimo de Sousa | 12 escaños del PCP y 2 del PEV |
| 2009  | 446 994 | 7,86 (5.º)  | 15/230    | 1   | Jerónimo de Sousa | 13 escaños del PCP y 2 del PEV |
| 2011  | 441 852 | 7,91 (4.º)  | 16/230    | 1   | Jerónimo de Sousa | 14 escaños del PCP y 2 del PEV |
| 2015  | 445 980 | 8,25 (4.º)  | 16/230    | 1   | Jerónimo de Sousa | 15 escaños del PCP y 2 del PEV |
| 2019  | 332 473 | 6,33 (4.º)  | 12/230    | 4   | Jerónimo de Sousa | 10 escaños del PCP y 2 del PEV |
| 2022  | 238 962 | 4,30 (6.º)  | 6/230     | 6   | Jerónimo de Sousa | 6 escaños del PCP              |
| 2024  | 205 436 | 3,17 (6.º)  | 4/230     | 2   | Paulo Raimundo    | 4 escaños del PCP              |
| 2025  | 183 686 | 2,91 (6.º)  | 3/230     | 1   | Paulo Raimundo    | 3 escaños del PCP              |

a Respecto al resultado de APU en 1985.